# Szennyvíziszap
A szennyvíziszap a szennyvíztisztítás során keletkező folyékony hulladék, amely nagy részben a szennyvíz szilárd tartalmából (emberi anyagcsere-termékek, ételmaradékok, stb.) és lebontó baktériumokból áll. Legtöbbször erősen fertőző és kellemetlen szagú, ezért elhelyezése probléma.
Eredetétől függően nehézfémeket, mikroszennyezőket (mikroműanyagot) is tartalmazhat.
Összetétele miatt hasznosítható energiaforrásként (biogáz előállítása), emellett a mezőgazdaságban trágyaként (szaga és fertőzőképessége miatt csak engedéllyel); rekultivációra vagy tüzelőanyagként. Hulladéklerakóban való elhelyezése kevésbé előnyös.

## Kezelése
Kezdetben a víztartalma magas (60-99%).
Az iszapkezelés célja, hogy a szennyvíziszap víztartalma, biológiai aktivitása és fertőzőképessége erősen lecsökkenjen, és szagtalanná váljon.
víztelenítés: csökken a szennyvíziszap tömege és térfogata, ezzel könnyebbé válik a szállítása és további feldolgozása
- sűrítés: elsősorban a speciális ülepítés és a flotáció terjedtek el
- iszapszikkasztó ágyak, szárító tavak
- gépekkel: szűrők, prések, centrifugák
- szárítás
- vegyszerek hozzáadása segíti a víztelenítést

stabilizálás: a biológiailag bonthatóság csökkentése
- aerob lebontás (levegőn)
- anaerob lebontás (levegőtől elzárva)
- komposztálás
- vegyszeres stabilizálás
- hőkezelés

fertőtlenítés: az ember számára fertőző baktériumok számának csökkentése
- vegyszerekkel: klóros oxidáció, vagy meszes kezelés
- hőkezelés
- anaerob lebontás
- komposztálás

## Hasznosítása
Az iszapkezelés után:
- biogázból energia

Anaerob rothasztás során nagy metán tartalmú biogáz képződik. A biogáz elégetéséből, más anyagokkal együtt égetéséből hőt, gázmotorral pedig villamos energiát lehet termelni. A biogázból nyert energia részben helyettesítheti a fosszilis energiahordozókat a jövőben. Az energiaárak növekedése, és a megújuló energiák iránti igény miatt ez a módszer jól jön.
- trágyaként a mezőgazdaságban

Engedélyezés után lehetséges. Hazánkban a szennyvíziszap sok helyen toxikus anyagot tartalmaz (ipari forrásból), és trágyaként nem hasznosítható.
A szennyvizek elhelyezése is lehetséges: egy részét korlátozás nélkül, más részét csak korlátozással lehet elhelyezni a környezetben. Korlátozás nélkül a mezőgazdaságilag művelt területekre kijuttatható az a szennyvíz, amely nem tartalmaz toxikus anyagokat, és ezáltal a magasabb rendű szervezetekre nincs káros hatással. Kijuttatható még a fekálisan nem szennyezett illetve a lakossági hulladéktól külön kezelt (ipari) szennyvizek iszapja.
- komposztálás
- rekultiváció
- égetés

Az iszap magas víztartalma miatt energiaigényes.
Ha a szennyvíziszap olyan összetevőket tartalmaz, amelyek a hasznosítást nem teszik lehetővé. Ezen a területen új technológia a BioReformer cég szennyvíziszap szárítással kombinált eljárása. A szárításvégén az iszapot elégetik,a keletkezett hamu foszfortartalma kb. 20%. A foszfor visszanyerésére szolgáló technológiát jelenleg kísérletezik ki.
A hulladéklerakó a szennyvíziszap végső elhelyezése nem igazi végleges megoldás.